# Festival Internacional de Música Popular Tradicional de Villanueva y Geltrú
El Festival Internacional de Música Popular Tradicional se celebra en Villanueva y Geltrú, Cataluña, desde el año 1981. Es, por tanto, el certamen más antiguo de España de músicas del mundo, étnicas o de raíz.
Se celebra durante tres jornadas en el mes de julio con una periodicidad anual. Las actividades y conciertos se desarrollan en diferentes franjas horarias, desde la mañana hasta la noche. Los públicos que asisten son diversos, tanto de la propia localidad como numerosos visitantes y aficionados. Se trata de un público intergeneracional.
Este festival se ha caracterizado por programar artistas que posteriormente han triunfado en los circuitos de músicas étnicas.
Su organización está a cargo del Ayuntamiento de Villanueva y Geltrú.
Actualmente configura junto a los certámenes de Etnosur (Alcalá la Real, Jaén, Andalucía), Guecho (País Vasco), La Mar de Músicas (Cartagena, Murcia), Ortigueira (Galicia), y Pirineos Sur (Aragón), el grupo de festivales de referencia en España. En Cataluña otro certamen indispensable es la Feria Mediterrania de Manresa, el mercado de espectáculos de raíz étnica más importante del Mediterráneo.
En 1990 el Festival de Villanueva y Geltrú recibió el Premio Altaveu que otorga el prestigioso Festival Altaveu de San Baudilio de Llobregat.
En 2008 el certamen incorpora por primera vez una sección dedicada a los niños, y también la de los vermuts tertulia en los que los artistas explican sus proyectos a los ciudadanos.
En 2010 el certamen cumple sus 30 años. Televisión de Cataluña ha producido un reportaje conmemorativo de una hora de duración.
En esta misma edición el festival es cofundador de la red de Festivales con Encanto, junto a los festivales Altaveu de San Baudilio de Llobregat y Acústica de Figueras.